# Leif Eriksson
Leif Eriksson (nórdico antigo: Leifr Eiríksson; PRONÚNCIA), Leivo[carece de fontes?] (em latim: Leivus) ou Leifo[carece de fontes?] (em latim: Leifus) ou Leivo, filho de Érico,[carece de fontes?] foi um explorador marítimo islandês popularmente conhecido como o primeiro europeu a chegar à América do Norte e, mais especificamente, à região que se tornaria o Canadá.
 
Era filho de Érico, o Vermelho, um fora-da-lei que, após ter sido expulso da Noruega e da Islândia, desembarcou na Groenlândia (descobriu-a) e lá fundou duas colônias nórdicas, a Colônia do Oeste (Vestribyggð) e a Colônia do Leste (Eystribyggð).
Leif Eriksson tinha boas noções de navegação e, por volta do ano 1000, acreditando em uma história de que havia terras além da Groenlândia, partiu daí para o sul para encontrar terras onde o frio fosse menos intenso.

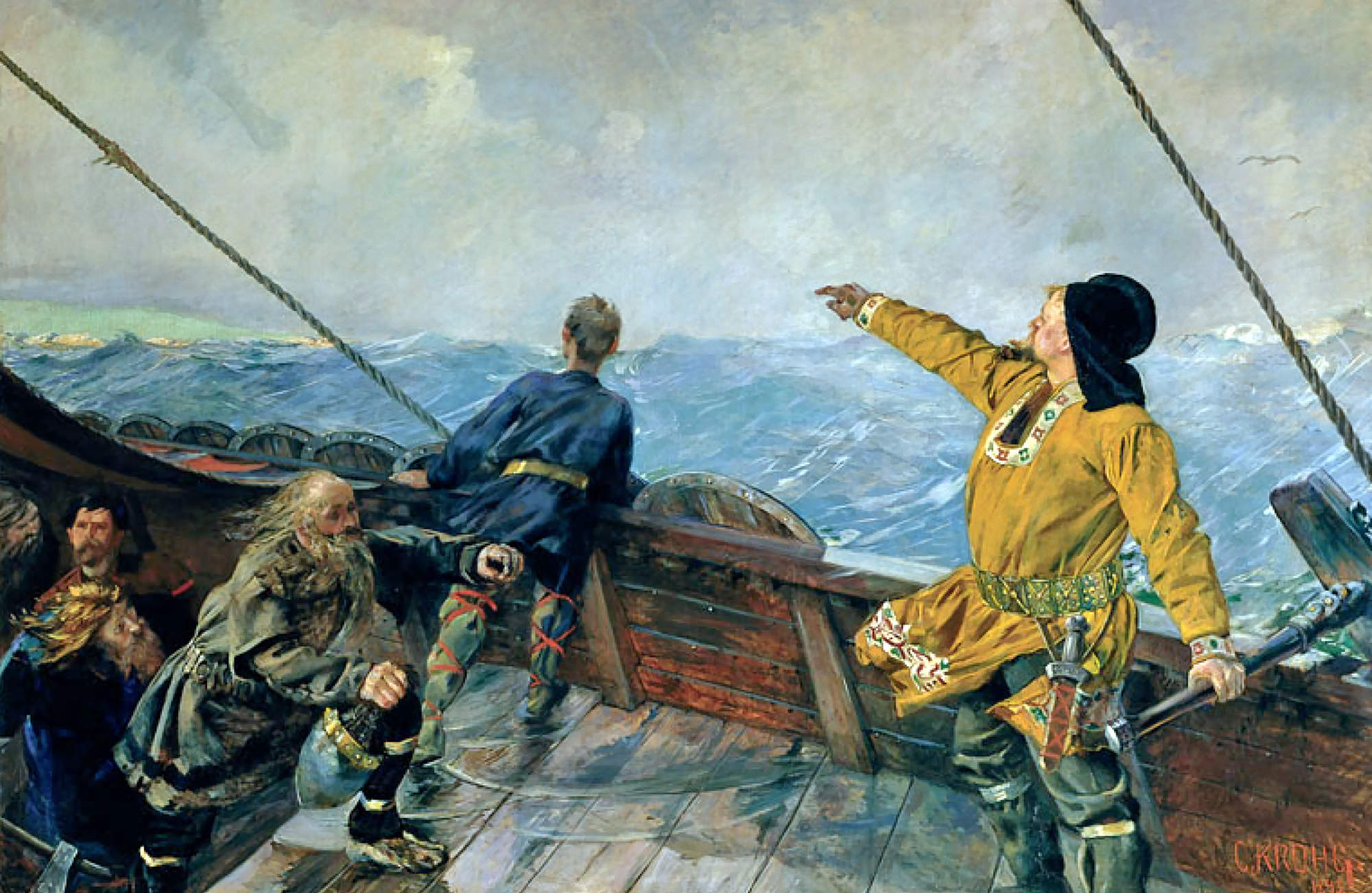
Leif Eriksson descobre a América, por Christian Krohg

Rumando para o sul, encontrou terras bastante arborizadas, e mais tarde sinais de povoamento, onde ele desembarcou para fazer contato com os habitantes nativos (os índios americanos). Leif Eriksson chamou aquela terra de Vinlândia (para atrair mais nórdicos àquela terra, sendo que significa terra das vinhas), e os habitantes locais de Skraelings, que significa bárbaro ou estrangeiro. A sua origem é incerta, e especulações por William Thalbitzer e Michael Fortescue tentam apontar a sua origem. O primeiro coloca a hipótese de que derive do nórdico antigo skrækja, que significa bradar, berrar ou gritar. O segundo denota que skræling — "selvagem" — pode estar relacionada a skrá — "pele seca" — em relação às peles usadas pelos inuítes.
A convivência com os indígenas foi pacífica durante os meses de acampamento, onde trocaram-se peles e couro por tecidos nórdicos. Leif Eriksson fundou ali o povoado de L'Anse aux Meadows que tinha uma população de cerca de trinta pessoas, e voltou à sua terra para buscar mais pessoas para aquela maravilhosa terra. Porém, soube que seu pai havia morrido e teve que assumir a responsabilidade do vilarejo de Brattahlid na Groenlândia.
Mesmo assim continuaram a chegar mais pessoas ao lugarejo de L'Anse aux Meadows até o ano de 1012, quando a população indígena invadiu e destruiu todas as casas. Algumas destas sobreviveram e foram encontradas, junto com resquícios de cerâmicas viquingues, em escavações realizadas em 1962, o que provou de fato a existência de Vinlândia.
Em 1964, o presidente estadunidense Lyndon B. Johnson proclamou a data de 9 de outubro como o Dia de Leivo de forma a comemorar a chegada do primeiro europeu à América do Norte.
Na viagem de regresso, Leif Eriksson resgatou um náufrago islandês chamado Þórir e a sua tripulação, um incidente que lhe viria a valer a alcunha de "Leif, o Afortunado" (em islandês antigo: Leifr hinn heppni).
Acredita-se que Leif Eriksson tenha vivido entre os anos de 970 a 1020 da era cristã.